# Никола Шкутов
Никола (Николай) Маринов Шкутов е български духовник, свещеноиконом, председател на няколко български църковни общини в Македония и Тракия.

## Биография
Никола Шкутов е роден в 1861 година в сярското село Горно Броди. През 1884 година дарява 108 гроша за наемането на български учител в родното си село. В 1888 година Шкутов става първият екзархийски архиерейски наместник в Дедеагач.
Христо Караманджуков пише за Шкутов:
| „ | Пръв архиерейски наместник бил свещ. Н. Шкутов, родом от Македония, един едър и твърде представителен и смел българин. След него дошъл свещ. Иван Антонов, който по-късно бе и в Гюмюрджина. | “ |

От 1895 до 1897 година е председател на Петричката българска община. От същата година до 1902 година Шкутов председателства Костурската българска община. Противопоставя се на революционната дейност на ВМОРО в района, заради което е направен опит за убийството му в Костур от Пандо Сидов през септември 1902 г. или в 1901 г. Заместен е в Костур от Григорий Попдимитров.
През 1905 година Шкутов e председател на българската църковна община в Енидже Вардар. Ениджевардарският войвода Апостол Петков изпраща писмо до българския екзарх Йосиф I Български, в което заплашва да убие Никола Шкутов.
След Младотурската революция в 1908 година Шкутов е екзархийски наместник в Мелник и е в остър конфликт с Яне Сандански - в докладите си до екзарх Йосиф нарича Сандански „звяра“, оплаква се, че санданистите подтикват свещениците да не му се подчиняват, че пропагандират социализъм и атеизъм, и че са го осъдили на смърт, заради противопоставянето на действията им. В 1910 година Шкутов е сменен от Сава Попов.
През 1912 година като екзархийски архиерейски наместник в Съботско Никола Шкутов е арестуван и затворен от гръцките власти в Берския затвор.
В 1921 година, като представител от духовенството на Сярска епархия, Шкутов е член на Втория църковно-народен събор, заседавал под председателството на Неофит Видински между 6 и 28 февруари и отново от 11 май до 15 август.
Умира в София на 30 ноември 1932 г.
Негови синове са Владимир Икономов Шкутов, адвокат в София, след Деветосептемврийския преврат в 1944 година  осъден по процеса на Петия върховен състав на Народния съд и Кирил Шкутов, който по време на освобождението на Вардарска Македония през Втората световна война е кмет на Самотраки от 29 септември 1941 година до 13 май 1942 година.